# Putrajaya
| Putrajaya  | Putrajaya     |
| ---------- | ------------- |
| Flag       |               |
|            |               |
| Hovedstad  | Putrajaya     |
| Areal      | 148 km²       |
| Befolkning | 45.000 (2000) |

Putrajaya er en ny planlagt by i Malaysia, der ligger på Malacca-halvøen godt 50 km syd for Kuala Lumpur. Byen skal gradvis overtage den føderale hovedstads administrative og politiske aktiviteter fra Kuala Lumpur eller evt. fortsat dele hovedstadsværdigheden.
Rent administrativt udgør Putrajaya et føderalt territorium , der indgår som en del af den malaysiske føderation – kendt som Malaysia.
Putrajaya er opkaldt efter Malaysias første premierminister, Tunku Abdul Rahman Putra. På nationalsproget Bahasa Melayu har ordet "Putra" betydningen "prins" (ordet "Putra" stammer oprindelig fra sanskrit) mens "Jaya" betyder "excellent" eller "succes".
- Wikimedia Commons har flere filer relateret til Putrajaya

2°56′N 101°41′Ø / 2.93°N 101.69°Ø
|  | Infoboks uden skabelon Denne artikel har en infoboks dannet af en tabel eller tilsvarende. |